# Takumi Kiyomoto
Takumi Kiyomoto (清本 拓己 Kiyomoto Takumi?, nacido el 7 de junio de 1993 en Seki, Gifu) es un futbolista japonés que se desempeña como centrocampista en el Fujieda MYFC de la J3 League.

## Trayectoria

### Clubes
| Club                      | País          | Año         |
| ------------------------- | ------------- | ----------- |
| FC Gifu                   | Japón         | 2013 - 2016 |
| J. League sub-22 (cedido) | Japón         | 2015        |
| Oita Trinita (cedido)     | Japón         | 2016        |
| Oita Trinita              | Japón         | 2017 - 2018 |
| Gangwon FC                | Corea del Sur | 2019        |
| Fujieda MYFC              | Japón         | 2019 -      |

## Estadística de carrera

### J. League
| Club             | Año   | J. League | J. League | Copa J. League | Copa J. League | Total | Total |
| Club             | Año   | Part.     | Goles     | Part.          | Goles          | Part. | Goles |
| ---------------- | ----- | --------- | --------- | -------------- | -------------- | ----- | ----- |
| FC Gifu          | 2013  | 10        | 0         | -              | -              | 10    | 0     |
| FC Gifu          | 2014  | 22        | 0         | -              | -              | 22    | 0     |
| FC Gifu          | 2015  | 15        | 0         | -              | -              | 15    | 0     |
| J. League sub-22 | 2015  | 4         | 0         | -              | -              | 4     | 0     |
| Oita Trinita     | 2016  | 29        | 7         | -              | -              | 29    | 7     |
| Oita Trinita     | 2017  | 3         | 1         | -              | -              | 3     | 1     |
| Total            | Total | 83        | 8         | 0              | 0              | 83    | 8     |